# Christer Thorn
Anders Christopher (Christer) Thorn, född den 26 maj 1879 i Västra Strö socken, Malmöhus län, död den 23 juni 1956 i Västerleds församling, Stockholm, var en svensk skolman och romanist.
Thorn blev filosofie doktor i Lund 1909, var docent där i romanska språk 1909–1921 och rektor vid Eslövs högre samskola 1913–1921. Han blev 1921 lektor vid Nya elementarskolan i Stockholm och lärare vid Kungliga Sjökrigsskolan. Han lämnade den senare posten 1928. Thorn blev lektor vid högre allmänna läroverket för gossar å Norrmalm i Stockholm 1933 och tilldelades professors namn 1936. Han blev studierektor vid Franska skolan i Stockholm 1938. Thorn utgav filologiska arbeten, bland annat Étude sur les verbes dénominatifs en français (gradualavhandling), Quelques dénominations du cordonnier en français (1912), Sartre-Tailleur, étude de lexicologie et de géographie linguistique (1913), Les désignations françaises du médecin et de ses concurrents aujour-d'hui et autrefois (1932), ett antal läroböcker som Fransk språklära (tillsammans med G. Biller, 6:e upplagan 1940), La vie franchise (2:a upplagan 1936), Colomba med kommentar (tillsammans med H. Hultenberg, 6:e upplagan 1942) med flera samt 2:a omarbetade upplagan av "Fritzes franska pärlor" (tillsammans med lektor V. Pinot, 1923).